# Kontinuum (Physik)
Ein Kontinuum (lateinischen: continuus für „zusammenhängend“, Plural: die Kontinua und Kontinuen) bezeichnet etwas, was ununterbrochen (lückenlos) aufeinanderfolgt.
In der Physik ist eine Größe dann kontinuierlich, wenn mit jedem möglichen Wert auch alle Werte in einer genügend kleinen Umgebung möglich sind. Solch eine Wertemenge heißt Kontinuum. Im Gegensatz dazu ist ein Wert diskret, wenn außer ihm kein weiterer Wert aus einer genügend kleinen Umgebung möglich ist (siehe auch Gittermodell). Dennoch werden diskrete Werte oftmals als Kontinuum gerechnet und umgekehrt, weil der Fehler aus der Approximation oft deutlich kleiner ist als die numerischen Fehler der Berechnung.
Mathematisch entsprechen dem physikalischen Sprachgebrauch je nach Zusammenhang die Begriffe Offene Menge, zusammenhängende Menge oder stetige Funktion.
Beispielsweise sind die Bindungsenergien des Wasserstoffatoms
{\displaystyle E_{nlm}=-{\frac {\text{Ry}}{n^{2}}},\qquad {\text{Ry}}=13{,}6\ {\text{eV}},\qquad n\in \{1,2,\dotsc \},\qquad l\in \{0,1,\dotsc ,n-1\},\qquad m\in \{-l,-l+1,\dotsc ,l\}}
diskret, die Energien des ionisierten Elektron-Proton-Paares hingegen, die für große Abstände mit Impulsen {\displaystyle \mathbf {p} _{\text{e}}} und {\displaystyle \mathbf {p} _{\text{p}}} auslaufen, nichtnegativ und kontinuierlich,
{\displaystyle E(\mathbf {p} _{\mathrm {e} },\mathbf {p} _{\mathrm {p} })={\frac {\mathbf {p} _{\mathrm {e} }^{2}}{2\,m_{\mathrm {e} }}}+{\frac {\mathbf {p} _{\mathrm {p} }^{2}}{2\,m_{\mathrm {p} }}},\qquad \mathbf {p} _{\mathrm {e} },\mathbf {p} _{\mathrm {p} }\in \mathbb {R} ^{3}}
Ebenso sind Orte und Zeiten, die ein Teilchen durchlaufen kann, kontinuierlich, während die Orte, an denen sich in einem Kristallgitter die Atome (genauer ihre Ionenrümpfe) befinden, diskret sind.
Da physikalische Näherungen und Messgrößen fehlerbehaftet sind, kann es von der Genauigkeit der Betrachtung oder der Messung abhängen, ob eine Größe als diskret oder kontinuierlich angesehen wird. Beispielsweise gilt der Sonnenwind als kontinuierlich, Kosmische Strahlung hingegen als diskret.

## Kontinuum in der Materie
Materie wird für viele Berechnungen als Kontinuum betrachtet. Dies heißt nicht zwangsläufig, dass sich Materie auf atomarer Ebene immer kontinuierlich verhält, vielmehr bedeutet es, dass es ein repräsentatives Volumenelement gibt, welches die Eigenschaften auf der gewünschten Größenskala repräsentiert, dieses muss viel kleiner sein als die Abmessungen des betrachteten Objektes. Da Materie aus Atomen aufgebaut ist, ist dies immer dann der Fall, wenn alle Abmessungen eines Objekts sehr viel größer als ein Atom sind. So lassen sich etwa die Eigenschaften eines Stahlträgers mit der für technische Anwendungen nötigen Genauigkeit vollständig aus seiner Form und den Eigenschaften des Werkstoffs Stahl ableiten. Es ist nicht nötig, die individuelle Position einzelner Atome zu betrachten.
Hängt eine Massendichte in einem Körper vom Ort ab, dann wird diese Abhängigkeit als kontinuierlich betrachtet, wenn die Massendichte in der betrachten Größenskala keine Sprünge macht und auf der Ebene eines repräsentativen Volumenelements zwischen zwei Orten jeden Wert im Intervall zwischen den Werten an diesen beiden Orten annimmt.
Das Bild der kontinuierlichen Materieverteilung kann, für den einfachen Fall der klassischen (linearen) Zustandsänderungen, dynamisch durch das Ausgleichen von inneren Kräften und einer verhältnismäßigen Gleichverteilung beschrieben werden:

„Solange wir es also mit Phänomenen zu tun haben, bei deren mathematischer Behandlung eine Zerlegung der Körper in solche Volumenelemente genügt, deren Abmessungen immer noch sehr groß gegen den Wirkungskreis der Molekularkräfte bleiben, wird die Vorstellung einer kontinuierlichen räumlichen Massenverteilung immer mit Vorteil an die Stelle der Vorstellung von dem molekularen Aufbau der Materie gesetzt werden können. […]
Der Weg [der Kontinuumsanschauung] […] geht von weniger engen Voraussetzungen aus, er verzichtet auf die Betrachtung der einzelnen Moleküle und ihrer gegenseitigen Kraftwirkungen, nimmt vielmehr kontinuierlich verbreitete Massen an, deren innere Kräfte bei der natürlichen Form der Körper, welche diese ohne Einwirkung äußerer Kräfte zeigen, jedenfalls im stabilen Gleichgewicht sind.“

## Kontinuum in der Mechanik
Die Kontinuumsmechanik verwendet häufig das Modell eines Kontinuums. Bei einem Riss, welcher in einem Kontinuum oder zwischen zwei Kontinua auftreten kann, können im Allgemeinen nur Druckkräfte, aber keine Zugkräfte übertragen werden; aufgrund der Verzahnung/Reibung können oft auch noch Schubspannungen (im verringerten Ausmaß) übertragen werden.
In der Forschung werden häufig Mehrskalenmodelle der Kontinuumsmechanik verwendet, welche von der Existenz eines repräsentativen Volumenelements ausgehen, welches so klein ist, dass es konstante Beanspruchungen hat; dies ist oft schon bei einer Größe 3–5 Mal kleiner als das betrachtete Objekt erfüllt.
Die Kontinuumsmechanik wird beschrieben vom Cauchy’schen Spannungstensor mit 6 unabhängigen Komponenten.

## Cosserat-Kontinuum
Das Cosserat-Kontinuum, benannt nach den Brüdern Eugène und François Cosserat, basiert auf der mikropolaren Elastizität und geht über die klassische Kontinuumstheorie hinaus: hier geht man aus von einem nicht-symmetrischen Spannungstensor mit 9 unabhängigen Komponenten und einem Momentenspannungentensor mit ebenfalls 9 Komponenten.
Das Cosserat-Kontinuum wird verwendet, wenn die Inhomogenitäten die gleiche Größenordnung haben wie die Abmessungen der Struktur.